# 黄佖
黄佖，宋朝政治人物。
黄佖曾于1094年接替章景遇任华亭县知县一职，1096年由俞结接任。